# Okilikuit (eksploziv)
Okilikuit, takođe nazvan tečni vazdušni eksploziv ili eksploziv sa tečnim kiseonikom, je eksplozivni materijal koji je mešavina tečnog kiseonika (LOX) sa odgovarajućim gorivom, kao što je ugljenik, ili organska hemikalija (npr. mešavina čađi i naftalin), drvena brašna ili aluminijumski prah ili sunđer. To je klasa Sprengel eksploziva. Eksploziv je bio poznat pod trgovačkim nazivima Okilikuit, Marsite  i Kovastit , posebno početkom 20. veka.

## Svojstva
Oksilikviti imaju brojne prednosti. Oni su jeftini za izradu, mogu se pokrenuti pomoću sigurnosnog osigurača, a u slučaju prestanka paljenja, kiseonik brzo isparava, čineći punjenje prilično bezbednim u kratkom vremenskom periodu. Prvo širenje u velikih razmerama dogodilo se 1899. tokom izgradnje tunela Simplon, u obliku patrona punjenih dijatomejskom zemljom natopljenom petrolejem, ili upijajućim ugljem od plute, umočenim u tečni kiseonik neposredno pre upotrebe. U drugoj modifikaciji se puni tečnim kiseonikom nakon postavljanja u bušotinu.
Jedan od nedostataka oksilikvita je kada se jednom pomešaju, osetljivi su na varnice, udare i toplotu, pored prijavljenih slučajeva spontanog paljenja. Snaga u odnosu na težinu je velika, ali je gustina niska, tako da je i briljantnost niska. Paljenje samo pomoću osigurača je ponekad nepouzdano. Punjenje treba da detonira u roku od 5 minuta, ali i posle 15 minuta može da eksplodira, iako slabije i sa stvaranjem ugljen-dioksida.
Eksplozija oksilikvita može se slučajno proizvesti tokom punjenja sistema aviona na velikim visinama. Kada se tečni kiseonik prospe na asfalt, trotoar može postati dovoljno eksplozivan da bi se mogao pokrenuti jednostavnim hodanjem po njemu, iako kiseonik isparava ubrzo nakon što se prolije.
U početku se koristio tečni vazduh, samoobogaćen stajanjem (azot ima nižu tačku ključanja i prvenstveno isparava), ali čisti tečni kiseonik daje bolje rezultate.
Izmereno je da smeša čađe i tečnog kiseonika ima brzinu detonacije od 3.000 m/s i 4 do 12% veću eksplozivnu snagu od dinamita. Dugo trajanje plamena koji je proizveo, učinilo ga je nebezbednim za upotrebu u prisustvu eksplozivnih gasova. Zbog toga su se oksilikovi uglavnom koristili u otvorenim kamenolomima i rudnicima.

## Istorija
Godine 1895, Karl fon Line je razvio eksploziv pod nazivom Okilikuit od mešavine kiseonika i azota u razmeri 1:1 dobijene korišćenjem „Lindeovog procesa“. Nakon prvih ispitivanja i miniranja, na primer tokom izgradnje tunela Simplon 1899.  i 1900. u rudniku Penzberg , industrijska upotreba tečnih vazdušnih eksploziva je u početku stala.  Nakon što je povećan sadržaj kiseonika u tečnom vazduhu i smanjeni troškovi proizvodnje, nemački i francuski istraživači su se više bavili tečnim vazdušnim eksplozivima iz 1912/1913. 
Okilikuit je prvenstveno korišćen u Nemačkoj u civilne i vojne svrhe. Tečni vazdušni eksplozivi nisu korišćeni samo u rudarstvu, već – zbog težih uslova uvoza tokom Prvog svetskog rata, npr. B. za nitroglicerin – povećana pažnja se poklanja i vojnoj upotrebi. Između ostalog, tadašnje Marsit društvo u Berlinu-Šarlotenburgu registrovalo je nemačke i strane patente za Marsit postupak peskarenja tečnim vazduhom, a Kovat i Baldus za Kovastit. U to vreme istraživanja su se sprovodila u FrancuskojŽak Arsen d'Arsonval i Žorž Klod o tečnim vazdušnim eksplozivima.
Godine 1930, samo u Nemačkoj je u tu svrhu upotrebljeno preko 3 miliona funti (1,4 × 106 kg) tečnog kiseonika, a britanski kamenolomi su potrošili dodatnih 201,466 funti (91,383 kg). Stopa nezgoda bila je niža nego kod konvencionalnih eksploziva. Međutim, Devar boce u kojima se nalazio LOX povremeno su eksplodirale, što je bilo uzrokovano nečistoćama gvožđa u aktivnom uglju koji je služio kao apsorbent gasa u tragovima u izolacionom vakuumskom sloju u boci, što je izazvalo spontano paljenje u slučaju curenja LOX-a u zatvoreni prostor.
Upotreba oksilikvita tokom Drugog svetskog rata bila je mala, jer je postojalo obilje nitrata dobijenih iz sintetičkog amonijaka.
Zbog komplikovane mašinerije potrebne za proizvodnju tečnog kiseonika, oksilikvit eksplozivi su korišćeni uglavnom samo tamo gde je njihova potrošnja bila velika. U Sjedinjenim Državama, neke od takvih lokacija su bili rudnici u oblastima za iskopavanje uglja na Srednjem zapadu. Njegova potrošnja je dostigla vrhunac 1953. sa 10.190 tona, ali je onda pala na nulu 1968. godine, kada je u potpunosti zamenjen jeftinijim ANFO.

## Fikcija
Eksploziv Okilikuit je pripremljen ad hok od šećera i tečnog kiseonika iz boce sa kiseonikom da bi se probušila rupa u srušenoj pećini u romanu Astronauti Stanislava Lema iz 1951. godine. Isti uređaj je korišćen u romanu Endija Vira Marsovac i filmskoj adaptaciji da izazove namerno smanjenje pritiska na svemirskom brodu tako što se razbijaju vrata vazdušne komore.

## Spoljašnje veze
- Google Groups, alt.engr.explosives old literature on Oxyliquit[мртва веза] - alt.engr.explosives
- Liquid Oxygen Explosives Archived version on the Internet Archive.
- Bureau of Mines, Bulletin 349. Liquid-Oxygen Explosives, Perrot, Tolch, 1932